# Государственный республиканский русский драматический театр им. М. Горького
Государственный республиканский русский драматический театр им. М. Горького — учреждение культуры Республики Дагестан. Расположен в Махачкале, проспект Расула Гамзатова, 38.

## История

Памятник Расулу Гамзатову перед Русским театром

Создан в октябре 1925 года по решению Наркомпроса Дагестана. Профессиональная сцена открылась 9 октября 1925 года спектаклем «Горе от ума» по А. С. Грибоедову. Здание театра было возведено по проекту архитектора К. Чхеидзе, реализовавшего свою работу в Махачкале по предложению выдающегося дагестанского художника по металлу Манабы Магомедовой. Ею же выполнены люстры фойе. В здании театра два зрительных зала — на 900 и 400 мест
В 1926 году по приглашению наркома просвещения Дагестана Алибека Тахо-Годи театр возглавил заслуженный артист РСФСР Н. Синельников (1855—1939), проработавший в Махачкале зимний сезон 1926/1927 годов.
В 1936 году театр получил имя М. Горького
С 1952 года по 1958 год главным режиссёром Дагестанского русского драматического театра им. М. Горького был заслуженный деятель искусств ДАССР, народный артист ДАССР Израиль Моисеевич Сапожников (1898—1980).
Спектакли, поставленные И. М. Сапожниковым, отличались яркостью воплощения, имели постоянный успех у зрителя, надолго входили в репертуар театра, были проникнуты духом социалистического реализма. За плодотворную творческую деятельность в искусстве И. М. Сапожников награжден медалями и Почетными грамотами Президиума Верховного Совета ДАССР.
С 1969 по 1971 год главным режиссёром был П. Подервянский, с 1976 года по 1983 год в театре работал режиссёром, а с 1981 по 1983 возглавлял театр Михаил Рабинович
В театре сотрудничали режиссёры Феликс Берман, Николай Парасич, художник Эдуард Путерброт (в 1985—1993 главный художник театра). 
В разные годы в театре служили Иннокентий Смоктуновский, Римма Быкова, Алла Потапушкина, Петр Житковец, Игорь Карбовский и другие.
С 1993 года театром руководит Скандарбек Тулпаров По его инициативе и при его непосредственном участии в Махачкале с 2007 года проводится Международный фестиваль русских театров, республик Северного Кавказа и стран Черноморско-Каспийского региона.
25 ноября 2011 года у здания прошёл крупный митинг.

## Награды
- Почётная грамота Президиума Верховного совета РСФСР (10 августа 1960 года) — в связи с декадой дагестанского искусства и литературы в городе Москве и за заслуги в развитии советского искусства[11].